# Distrito de Kiphire
Kiphire es un distrito de la India en el estado de Nagaland. Código ISO: IN.NL.KF.
Comprende una superficie de 1900 km².
El centro administrativo es la ciudad de Kiphire.

## Demografía
Según censo 2011 contaba con una población total de 74 033 habitantes, de los cuales 36 275 eran mujeres y 37 758 varones.